# Джон Ланселот Тодд
Джон Ланселот Тодд (англ. John Lancelot Todd; 10 вересня 1876, Вікторія, Британська Колумбія, Канада — 27 серпня 1949, Сент-Енн-де-Бельвю, Квебек, Канада) — канадський лікар і паразитолог.

## Біографія
Він мав англо-ірландське походження. Його батьком був Джейкоб Гантер Тодд, успішний бізнесмен, а його матір'ю була Розанна Віглі, вчителька. Він навчався у Верхньоканадському коледжі, де одним із його викладачів був Стівен Лікок. У 1894 році він був прийнятий до університету Макгілла.
Здобув в 1900 році кваліфікацію лікаря. Потім провів деякий час у лабораторних роботах, досліджуючи бактеріологічні та патологічні зразки в лікарні Королеви Вікторії.
У 1901 році Тодда прийняли до Ліверпульської школи тропічної медицини. У 1902 році він вирушив в експедицію до Гамбії та Сенегалу разом із Джозефом Евереттом Даттоном. Два чоловіки залишили Ліверпуль 21 серпня 1902 року і оселилися на мисі Сент-Мері, недалеко від Банжула, де лікували пацієнтів і проводили наукові дослідження, працюючи довгі години. Одного разу вони зробили розтин коня, який загинув від трипаносомозу. Вони вивчали захворювання, пов'язані з трипаносомою, і досліджували санітарні умови в місцевих населених пунктах. У 1903 році Тодд і Даттон прийняли запрошення бельгійського короля Леопольда II дослідити зв'язок між трипаносомою та сонною хворобою у Вільній державі Конго.
Дванадцята експедиція Ліверпульської школи тропічної медицини виїхала до Вільної держави Конго 13 вересня 1903 року. Даттона і Тодда супроводжував Катберт Крісті. Він повернувся до Англії в червні 1904 року, тоді як Тодд і Даттон попливли нагору за течією до водоспаду Стенлі, куди вони дійшли наприкінці 1904 року. Там вони продемонстрували, що стало причиною кліщової гарячки та як вона передається між людьми та мавпами. І Тодд, і Даттон заразилися хворобою, проте їм було на початку досить добре продовжувати подорож, і вони дійшли до Касонго 9 лютого 1905 року. Здоров'я Даттона тоді швидко погіршилося. Він записував свої клінічні прояви аж до сильного погіршення стану, після чого Тодд продовжував вести записи. Даттон помер у Касонго 27 лютого 1905 року. Тодд закінчив вивчення хвороби в пам'ять про Даттона. У квітні 1905 року він покинув Конго, щоб повернутися до Англії через Танганьїку.
По поверненню до Канади його призначили помічником викладача, а в 1906 році — директором відділу тропічних хвороб у Науково-дослідному центрі Ранкорн. Тодд та ще два науковці, Руперт Бойс і Рональд Росс, були запрошені на зустріч з королем Леопольдом II у серпні 1906 року. Тодд сказав про цей візит: «Після того, як ми закінчили розповідати старому, як зробити Конго успішним і пообіцявши надати чудовий шар побілки цьому персонажу в очах англійців, він зробив Бойса, Росса і мене офіцерами свого ордену Леопольда II…»
У 1907 році Тодд обійняв посаду доцента кафедри паразитології в Університеті Макгілла. Він створив лабораторію в Сент-Ан-де-Бельвю, штат Квебек, в коледжі Макдональда. Тодд вирушив в іншу експедицію для проведення подальших досліджень трипаносом у Гамбії в січні 1911 року. Його супроводжував Сімеон Барт Вольбах з Гарвардського університету.
Тодд одружився з Марджорі Клустон (1882—1945) 20 грудня 1911 року. У них було троє доньок.
Під час Першої світової війни Тодд служив у медичному корпусі канадської армії. З 1916 по 1919 рік він був канадським комісаром з питань пенсій і мав тривалий вплив на те, яким чином призначаються канадські пенсії. Після війни він очолив експедицію Американського Червоного Хреста, щоб знайти спосіб стримати сильний спалах епідемічного висипного тифу у Східній Європі.
Тодд звільнився з університету Макгілла в 1925 році, частково через поганий стан здоров'я, а частково через суперечки з адміністрацією. Він працював у Національній дослідницькій раді Канади, створивши Інститут паразитології в коледжі Макдональда в 1932 році.
З 1934 по 1939 рік Тодд з родиною жив в Англії. З початком Другої світової війни вони повернулись до свого фермерського господарства в Сенневілі, провінція Квебек. 
Джон Ланселот Тодд загинув 27 серпня 1949 року в автокатастрофі в місті Сент-Ан-де-Бельвю, за кілька миль від дому.